# Grand Army of the Republic Building
El Grand Army of the Republic (GAR) Building es un edificio histórico en el Downtown de la ciudad de Detroit, en el estado de Míchigan (Estados Unidos). Fue incluido en el Registro Nacional de Lugares Históricos en 1986.

## Historia
El edificio del Gran Ejército de la República (GAR) fue diseñado por el arquitecto Julius Hess y construido en el 1942 West Grand River, en el cruce con la calle Cass. En sus orígenes buscaba brindar un espacio para reuniones y otras actividades relacionadas con el GAR. El costo se dividió entre el GAR (que pagó 6000 dólares estadounidenses) y la ciudad de Detroit (que pagó el resto del costo total de 44 000 dólares). La construcción comenzó en 1897.
Este edificio de diseño románico richardsoniano se encuentra en un pequeño lote triangular en el lado noroccidental del Downtown. Originalmente construido para los miembros del Grand Army of the Republic en Detroit, incluía 13 tiendas y un banco en la planta baja, espacio para oficinas en el segundo y tercer piso y un pequeño auditorio en el cuarto.  
A medida que la membresía de GAR disminuyó a principios del siglo XX, no pudieron mantener la estructura y, en 1934, abandonaron el edificio y dieron la propiedad a la ciudad. La GAR Memorial Association, un grupo de mujeres, lo usó hasta 1973. 
Se agregó al Registro Nacional de Lugares Históricos el 13 de febrero de 1986. Más recientemente, la ciudad intentó venderlo, pero una coalición que incluía a las Hijas de Veteranos de la Unión de la Guerra Civil (DUVCW), y los Hijos de Veteranos de la Unión de la Guerra Civil (SUVCW), entablaron una demanda para bloquear la venta, alegando que una cláusula en la escritura de 1898 establecía que la ciudad debía preservar el edificio como un monumento a la Guerra Civil.

## Rehabilitación
En 2007, se informó que el edificio GAR se había vendido a Olympia Development, una rama de Ilitch Holdings, Inc. por un precio de 220 500 dólares. Olympia Development esperaba renovar el edificio a un costo de 2 millones de dólares, pero la compra de GAR por parte de la familia Ilitch fue luego rescindida. En 2011, la propiedad se vendió a Mindfield USA, una empresa de medios con sede en Detroit, por 220 000 dólares. La empresa tenía previsto renovar el edificio para su sede. La renovación comenzó inmediatamente después de la compra, y Mindfield planeaba ocupar los dos pisos superiores de la estructura, arrendar la planta baja para comercios minoristas y un restaurante y dedicar un monumento a los veteranos de la Guerra Civil con el progreso de la renovación documentado en una página de blog.
The Republic Tavern abrió en febrero de 2015 y fue incluido en el Top 100 de los mejores restaurantes para amantes de la comida en Estados Unidos de OpenTable en septiembre de 2015 e incluido en los 100 mejores restaurantes de OpenTable en Estados Unidos en marzo de 2016. Más tarde, Parks and Rec Diner en un espacio adyacente.